# 犬洞あん
犬洞 あん（いぬがほら あん、女性、7月9日 - ）は、日本のイラストレーター・原画家。フリー。名古屋市生まれ。
2009年春まではアダルトゲームブランド・ういんどみるに所属していた。2007年発売の「ツナガル★バングル」が原画デビュー作である。
同人サークル「あんあんわんこ」を主宰。

## 主な作品
ゲーム
- ツナガル★バングル（ういんどみる）
- ツナバン♥らぶみくす（ういんどみる）
- こんそめ! 〜combination somebody〜（Silver Bullet）
- あかときっ!-夢こそまされ恋の魔砲-（エスクード）
- 萌え萌え大戦争☆げんだいばーん

小説挿絵
- ボクのメイドは同級生（神楽陽子・著、二次元ドリーム文庫）
- お嬢様・錦織由梨菜は保健が苦手!（水無瀬さんご・著、美少女文庫）
- お兄ちゃんのこと、好き好き大好き好き好き（水無瀬さんご・著、美少女文庫）
- 独立!お嬢様のアキバ帝国（水無瀬さんご・著、美少女文庫）
- お兄ちゃんと兄様、好き好き大好き好き好き（水無瀬さんご・著、美少女文庫）
- お姉ちゃんは弟クンを想うとオカしくなっちゃうの（水無瀬さんご・著、美少女文庫）
- ふぉっくすている？シリーズ（冬木冬樹・著、MF文庫J）
- 俺ミーツリトルデビル!（峰守ひろかず・著、電撃文庫）
- 変態先輩と俺と彼女（山田有・著、富士見ファンタジア文庫）
- あやかしマニアックス!（夏希のたね・著、GA文庫）

その他
- ヤンデレの女の子に死ぬほど愛されて眠れないCDぎゃーーーっ!（EDGE RECORDS、キャラクターデザイン）
- 西沢はぐみ2ndメジャーアルバム『ユトロギー』（ジャケットイラスト）

ラジオ
- みこまゆティーパーティー（第9回ゲスト）